# Munije
Munije (do roku 1880 Munja) je vesnice v Chorvatsku v Bjelovarsko-bilogorské župě, spadající pod opčinu města Grubišno Polje. Nachází se asi 13 km severozápadně od Daruvaru. V roce 2011 zde žilo 35 obyvatel. V roce 1991 bylo 41,93 % obyvatel (39 z tehdejších 93 obyvatel) české národnosti.

## Sousední sídla
| Růžice kompasu |              | Mala Dapčevica | Turčević Polje   | Růžice kompasu |
| Růžice kompasu | Rastovac     | Sever          | Veliki Miletinac | Růžice kompasu |
| Růžice kompasu | Rastovac     | Munije         | Veliki Miletinac | Růžice kompasu |
| Růžice kompasu | Rastovac     | Jih            | Veliki Miletinac | Růžice kompasu |
| Růžice kompasu | Ivanovo Selo | Maslenjača     | Mali Bastaji     | Růžice kompasu |